# Node (Band)
Node ist eine italienische Technical-Death-Metal-Band, die im Jahre 1994 in Mailand, Lombardei gegründet wurde.

## Geschichte
Die Band wurde im Jahre 1994 von Gitarrist Steve Minelli gegründet. Im März desselben Jahres veröffentlichte er mit anderen, nicht weiter erwähnten, Mitgliedern das erste Demo namens Grind Revolution in Mass Evolution. Im September 1995 stießen Sänger und Gitarrist Gary D’Eramo, Bassist Klaus Mariani und Schlagzeuger John Manti zu Steve Minelli. Das neue Line-Up nahm im Dezember 1995 die EP Ask auf und veröffentlichte diese im Jahre 1996 bei dem italienischen Label Lucretia Records.
Im Anschluss daran folgten einige Konzerte und die Band unterstützte unter anderem Death bei ihrer Tour durch Italien. Währenddessen arbeitete die Band an neuem Material, wobei sich das Line-Up erneut verändern sollte. Schlagzeuger John Manti verließ die Band im April 1996 und wurde durch Oinos (ex-Sadist) ersetzt, der jedoch nur bis zum Dezember desselben Jahres blieb. Gary D’Eramo verließ die Band im März 1997 aufgrund musikalischer Differenzen zum Rest der Band. Daniel Botti (ex-Gory Blister) wurde neuer Sänger und Gitarrist der Band. Mit dem veränderten Line-Up unterschrieb die Band zur Veröffentlichung weiterer Tonträger erneut einen Vertrag bei Lucretia Records und veröffentlichten im Jahre 1997 ihr Debütalbum Technical Crime.
Im Juni verließ auch Gründungsmitglied Steve Minelli die Band. Im Jahre 2000 kam Joe La Viola (Gory Blister) als neuer Schlagzeuger zur Band und nahm mit der Band im Juni 2000 das Demo Land of Node auf, womit diese einen Vertrag bei Scarlet Records erreichte.
Im August 2001 wurde geplant, das zweite Album in den Underground Studios in Västerås, Schweden aufzunehmen. Die Aufstellung war zu diesem Zeitpunkt: Daniel Botti (Gesang, E-Gitarre), Gary D’Eramo (Gesang, E-Gitarre), Klaus Mariani (E-Bass) und Mario Giannini (Schlagzeug). Das zweite Album namens Sweatshops wurde im Februar 2002 über Scarlet Records veröffentlicht. Schlagzeuger Mario Giannini verließ im Jahre 2002 aus persönlichen Gründen die Band. Marco Di Salvia trat als neuer Schlagzeuger im September 2002 der Band bei.
Im März 2003 spielte die Band einige Konzerte in Italien, unter anderem auch mit Anthrax. Im August desselben Jahres nahm die Band das nächste Album namens Das Kapital auf. Das Album wurde von Pelle Saether und Lars Linden erneut in den Underground Studios produziert. Im Anschluss folgte eine Tour zusammen mit Lacuna Coil im März und April 2004. Auch traten sie zusammen mit Fear Factory in Turin auf. Im Herbst 2004 folgte eine kleine Tour zusammen mit Withering Surface und Hatesphere. Anfang 2005 trennte sich Node von Scarlet Records und betrat ohne Unterstützung eines Labels erneut die Underground Studios, um das nächste Studioalbum aufzunehmen. As God Kills wurde erneut von Pelle Saether produziert, von Goran Finnberg gemastert und bei dem deutschen Label Massacre Records am 20. Mai 2006 veröffentlicht. Im September und Oktober 2006 folgte eine Tour durch Europa, um erneut Lacuna Coil sowie die finnische Band Poisoblack zu unterstützen.
Im November 2008 trennte sich Daniele Botti von der Band und wurde durch Sänger Beppe „Rex“ Caruso und Gitarrist Andrea „Attila“ Caniato ersetzt. Im Juli 2009 betrat die Band die Syncropain Studios in Pisa, um das nächste Album aufzunehmen. Produziert wurde es von Marco Ribecai. Noch vor den ersten Aufnahmen verließ Bassist Klaus Mariani aus privaten Gründen die Band. Seinen Platz nahm Marco Rebecai kurzzeitig ein. Er wurde kurze Zeit später durch Gabriel Pignata abgelöst. Im Oktober 2009 unterschrieb die Band einen Vertrag bei Scarlet Records. Das Album In the End Everything Is a Gag wurde im Jahre 2010 veröffentlicht.

## Stil
Im Vergleich zu anderen Technical-Death-Metal-Bands fallen die Stücke von Node nicht ganz so technisch anspruchsvoll aus, im Gegenzug dazu werden mehr melodische Elemente in den Werken verarbeitet.

## Diskografie
- 1994: Grind Revolution in Mass Evolution (Demo, Eigenveröffentlichung)
- 1996: Ask (EP, Lucretia Records)
- 1997: Technical Crime (Album, Lucretia Records)
- 2000: Land of Node (Demo, Eigenveröffentlichung)
- 2000: Sterilized (EP, Lucretia Records)
- 2002: Sweatshops (Album, Scarlet Records)
- 2004: Das Kapital (Album, Scarlet Records)
- 2006: As God Kills (Album, Massacre Records)
- 2010: In the End Everything Is a Gag (Album, Scarlet Records)